# Chris Sarandon
Christopher Sarandon, detto Chris (Beckley, 24 luglio 1942), è un attore statunitense.

## Biografia
Studiò alla Catholic University of America di Washington, dove conobbe la prima moglie, Susan Sarandon, che da lui prenderà e manterrà il cognome. Dopo la laurea girò la provincia con varie compagnie teatrali. Nel 1975 interpretò il personaggio di Leon nel film Quel pomeriggio di un giorno da cani di Sidney Lumet, ruolo per il quale ottenne una candidatura al premio Oscar come miglior attore non protagonista e ai Golden Globe come attore rivelazione dell'anno.
Nel 1976 il suo secondo film fu il drammatico Stupro di Lamont Johnson, con le sorelle Margaux e Mariel Hemingway, in cui interpretò Gordon Stewart, un sadico insegnante di musica che aggredisce la sorella di una sua allieva, la fotomodella californiana Chris McCormick. Nella pellicola Ammazzavampiri (1985) di Tom Holland, interpretò il ruolo di un vampiro.
Nel 1987 fu nel cast del film La storia fantastica, per la regia di Rob Reiner, e partecipò anche al film televisivo Casa d'appuntamento di Mayflower Madam. Nel 1988 partecipò a un altro film horror: La bambola assassina nel ruolo del detective Mike Norris, e nel 1989 prese parte al film Schiavi di New York. Nel 1993 Tim Burton gli affidò il doppiaggio di Jack Skeletron, al quale Sarandon prestò la propria voce in Nightmare Before Christmas.

## Vita privata
Finito il matrimonio con Susan Sarandon (durato dal 1967 al 1979), si è sposato altre due volte: dapprima con la modella Lisa Ann Cooper (1980-89), da cui ha avuto tre figli Michael (1984), Stephanie (1986) e Alexis (1988); successivamente, dal 1994, con l'attrice Joanna Gleason.

## Filmografia parziale

### Cinema
- Quel pomeriggio di un giorno da cani (Dog Day Afternoon), regia di Sidney Lumet (1975)
- Stupro (Lipstick), regia di Lamont Johnson (1976)
- Sentinel (The Sentinel), regia di Michael Winner (1977)
- Cuba, regia di Richard Lester (1979)
- Osterman Weekend (The Osterman Weekend), regia di Sam Peckinpah (1983)
- Protocol, regia di Herbert Ross (1984)
- Ammazzavampiri (Fright Night), regia di Tom Holland (1985)
- La storia fantastica (The Princess Bride), regia di Rob Reiner (1987)
- La bambola assassina (Child's Play), regia di Tom Holland (1988)
- Schiavi di New York (Slaves of New York), regia di James Ivory (1989)
- Collision Course, regia di Lewis Teague (1989)
- Forced March, regia di Rick King (1989)
- Sussurri (Whispers), regia di Douglas Jackson (1990)
- The Resurrected, regia di Dan O'Bannon (1991)
- Nightmare Before Christmas (Tim Burton's The Nightmare Before Christmas), regia di Henry Selick (1993) - voce
- La giusta causa (Juste Cause), regia di Arne Glimcher (1995)
- P.D. Il giorno della riscossa (Terminal Justice), regia di Rick King (1996)
- Il piacere del sangue (Bordello of Blood), regia di Gilbert Adler (1996)
- American Perfekt - La strada verso l'inganno (American Perfekt), regia di Paul Chart (1997)
- Sulle tracce del testimone (Road Ends), regia di Rick King (1997)
- Little Men, regia di Rodney Gibbons (1998)
- Il mietitore (Reaper), regia di John Bradshaw (2000)
- My Sassy Girl, regia di Yann Samuell (2008)
- Fright Night - Il vampiro della porta accanto (Fright Night), regia di Craig Gillespie (2011)
- Safe, regia di Boaz Yakin (2012)
- I segreti di Big Stone Gap (Big Stone Gap), regia di Adriana Trigiani (2014)
- I Smile Back, regia di Adam Salky (2015)

### Televisione
- Tornerò alla mia terra (You Can't Go Home Again), regia di Ralph Nelson – film TV (1979)
- Il giorno della passione di Cristo (The Day Christ Died), regia di James Cellan Jones – film TV (1980)
- Le due città (A Tale of Two Cities), regia di Jim Goddard – miniserie TV (1980)
- Ridatemi mia figlia (This Child is Mine), regia di David Greene – film TV (1985)
- Frankenstein, regia di Burt Brinckerhoff – film TV (1987)
- Casa d'appuntamento di Mayflower Madam (Mayflower Madam), regia di Lou Antonio – film TV (1987)
- Il sogno di Nicky (Goodbye, Miss 4th of July), regia di George Miller – film TV (1988)
- Tornato per uccidere (The Stranger Within), regia di Tom Holland – film TV (1990)
- Relazione mortale (A Murderous Affair: The Carolyn Warmus Story), regia di Martin Davidson – film TV (1992)
- Star Trek: Deep Space Nine – serie TV, episodio 2x11 (1994)
- Una chiamata per l'inferno (When the Dark Man Calls), regia di Nathaniel Gutman – film TV (1995)
- Titanic - Una storia d'amore (No Greater Love), regia di Richard T. Heffron – film TV (1995)
- The Practice - Professione avvocati (The Practice) – serie TV, episodi 2x19-2x20 (1998)
- Felicity – serie TV, 6 episodi (1998)
- Corsa contro il tempo (Race Against Time), regia di Geoff Murphy – film TV (2000)
- E.R. - Medici in prima linea (ER) – serie TV, 3 episodi (2000-2002)
- Giudice Amy (Judging Amy) – serie TV, 6 episodi (2002)
- Streghe (Charmed) – serie TV, episodio 5x21 (2003)
- Il mistero dell'anello (The Dead Will Tell), regia di Stephen Kay – film TV (2004)
- Law & Order - I due volti della giustizia (Law & Order) – serie TV, 2 episodi (2002-2004)
- The Good Wife – serie TV, 1 episodio (2010)
- Psych – serie TV, episodio 4x14 (2010)
- Orange Is the New Black – serie TV, episodio 4x05 (2016)

## Doppiatori italiani
Nelle versioni in italiano delle opere in cui ha recitato, Chris Sarandon è stato doppiato da:
- Antonio Sanna in Schiavi di New York, Law & Order - I due volti della giustizia (ep. 13x09), Cold Case - Delitti irrisolti
- Massimo Lodolo in Sulle tracce del testimone, Il mietitore
- Gino La Monica in Corsa contro il tempo, Safe
- Edoardo Nevola in Quel pomeriggio di un giorno da cani
- Pierangelo Civera in Sentinel
- Gianni Giuliano in Cuba
- Giancarlo Prete in Osterman Weekend
- Mario Cordova in Ammazzavampiri
- Francesco Prando in Ridatemi mia figlia
- Luca Biagini ne La storia fantastica
- Gianfranco Gamba in Casa d'appuntamento di Mayflower Madam
- Saverio Moriones ne La bambola assassina
- Claudio Capone in Sussurri
- Paolo Bessegato in Tornato per uccidere
- Giorgio Locuratolo ne Il piacere del sangue
- Carlo Valli in Piccoli uomini
- Davide Marzi in Law & Order - I due volti della giustizia (ep. 15x07)
- Luca Dal Fabbro in Law & Order - Unità vittime speciali
- Sergio Di Stefano in Psych

Da doppiatore è sostituito da:
- Renato Zero in Nightmare Before Christmas

## Riconoscimenti
Premi Oscar 1976 – Candidatura all'Oscar al miglior attore non protagonista per Quel pomeriggio di un giorno da cani